# 代示
代示(だいじ、羅:Suppositio)もしくは代表の理論は、中世論理学の一分野。

## 概要
アリストテレス以来の文脈では、これは近代以降の論理学の指示、複数性、時制、モダリティと同じ問題を説明するためのものである。この理論を発展させたのは、主に、ジャン・ビュリダン、オッカムのウィリアム、シャーウッドのウィリアム、ウォルター・バーレイ、ペトルス・ヒスパヌスといった哲学者達である。この理論は14世紀までに少なくとも二つの明らかに異なる理論、「拡張」を含んでいて、指示の理論により近い「本来的代示」と、意図した目的が不明確な「代示の諸様態」に分かれてしまった。

## 本来的代示
代示は、項辞(terminus)と項辞を使って話されているところのものとの意味論的な関係である。だから、例えば、「もう一杯飲みなさい」というときの「杯」という項辞は杯に入ったワインを代示している。

論理学的な意味での項辞の「代示物(suppositum)」とは項辞が指示する対象を指す(文法学において「suppositum」という言葉は異なる意味で用いられる)。ただし、代示は、代示より古くから使われていた「表示(significatio)」とは異なる意味論的関係である。表示は言語の特性によって調停された言辞と対象との関係である。ラテン語の「Poculum」は英語で「cup」が表示するものを表示している。表示は言辞に対して意味を課することだが、代示は意味を持つ項辞を、何かの代理を務めているとみなすことである。ペトルス・ヒスパヌスによれば、
先ほどの「もう一杯飲みなさい」という例によって二者の違いが容易に理解できる。今言辞としての「杯」は対象としての杯を表示するが、項辞としての「杯」は盃の中に入っているワインを代示するのに使われる。 
中世の論理学者は代示を様々な種類に区別したが、そのさまざまな種類をそれぞれ指す専門語、それらの関係、そしてそれらが意味することは複雑になり、論理学者の間で意味が大きく違った。ポール・スペードのウェブサイトにはこれに関する一連の有益な図式がある。最も重要な区別はおそらく質料代示(suppositio materalis)、単純代示(suppositio simplex)、個体代示(suppositio personalis)、非本来的代示の四つであろう。項辞が質料的に代示するというのは、表示するものよりむしろ言辞や銘文の代理を務めるのに項辞が使われている場合を指す。例えば「Cup is a monosyllabic word」という文では、「cup」という項辞を、ある種の陶器をではなくむしろ「cup」という言辞を（言い換えれば「cup」という言葉それ自体を）代示するのに使っている。今日の私たちが鉤かっこをつけて表すようなことを中世には質料的代示と呼んでいたわけである。オッカムによれば（『大論理学』I64,8）、「単純代示は、項辞が魂の傾向を代示するときに起こるが、指し示しているわけではない。」 単純代示という考えは、項辞が物体それ自体ではなくむしろ人の持つ概念の代理をするときに生じる。「Cups are an important type of pottery」という文では、「cups」という項辞はある特定の杯の代理を務めているわけではなく、人の心の中にある概念としての杯の代理を務めている（オッカムや多くの中世の論理学者によればこの通りであるが、ジャン・ビュリダンはこれとは違う考えを持つ）。対照的に個体代示は、項辞が、それが表示するもの自体を代示している場合を指す。「Pass me the cup」という文では、「cup」という項辞が英語で「cup」と呼ばれている物体の代理を務めているため、この場合は個体代示に該当する。項辞が非本来的代示になっているのは、既出の「Drink another cup」の例のように、項辞がある物体を代示しているが、それが表示するのとは別の物体を代示している場合である。

## 代示の諸様態
個体代示はさらに、離散的代示(suppositio discreta)、確定代示(suppositio determinata)、単に渾然一括的な代示(suppositio confusa tantum)、周延・分配的かつ一括渾然的な代示(suppositio confusa et distributiva)に分類される。1966年にT・K・スコットが、個体代示の下位分類の多様性は他の代示の多様性とは明らかに別の問題だから、個体代示の下位分類に関する中世の論争には独立した名前を付けるべきだと主張した。個体代示の下位分類の多様性を「代示の様態 modes of supposition」と呼ぼうと彼は提案している。
中世の論理学者たちは項辞が離散的に代示する場合、確定的に代示する場合、渾然一括的に代示する場合、周延・分配的かつ渾然一括的に代示する場合のそれぞれを決定するための精妙な一揃いの統語規則を提出した。だから例えば否定的な命題や全称的な命題の主辞は確定的に代示しているが、単称的な主張の主辞は離散的に代示しており、一方肯定的な命題は渾然一体的かつ確定的に代示しているということになる。リクマースドルフのアルベルトは項辞がどのタイプの個体代示を使っているかを決定する15の規則を提出した。さらに中世の論理学者たちは個体代示のタイプを決定する統語規則の詳細について論争するということはなかったようだ。こういった規則は全体と個々の物の間を遡ったり下ったりする諸理論と連結されていたために重要だったようだ。
「I want to buy a cup」という文は全称肯定命題であり、「cup」は賓述的な項辞である。さらにcupは一般的な項辞であり、多くの特定のcupを含む。そのため、「全体へと遡」れば、先の命題を「I want to buy this cup or I want to buy that cup, or I want to buy that other cup - and so on for all cups.」と言い換えることができる。すべての特定のcupの全称的論理和を考えれば、それは「I want to buy a cup.」という文における単純代示でcupという項辞の代理を務めることができるだろう。これが確定代示と呼ばれる。「I want to buy a cup」と言えばなんらかの確定されたcupのことを言っていることになるが、必ずしもどのcupであるかを話し手が既に知っているわけではない。同様に「Some cup isn't a table」と言う代わりに「This cup isn't a table, or that cup isn't a table or ...」と言うこともできる。  
一方「No cup is a table」という文は「This cup isn't a table or that one isn't a table or ...」という意味ではなく「This cup isn't a table, AND that cup isn't a table, AND that other cup isn't a table, AND ...」という意味である。この場合は確定された特定のcupを言っているのではなく、「一括された(confusa)」全てのcupを、つまり全てのcupを「一括して」言っている。これは周延・分配的かつ一括渾然的な代示と呼ばれる。
「This cup is made of gold」という文の場合は特定の物の論理和や連結に遡ることはできない、というのは単に「This cup」が既に特定されたものだからである。この種の個体代示は離散的代示と呼ばれる。
しかし、全称肯定命題の賓辞は、実は以上のどれにも当てはまらない。「All coffee cups are cups」という文は「All coffee cups are this cup, or all coffee cups are that cup, or ...」という意味ではないし、まして「All coffee cups are this cup, and all coffee cups are that cup, and ...」という意味でもない。一方、世界中に一つのcoffee cupしかないようになってしまった場合には、「All coffee cups are that cup」という文が正しいことになる。そのため、「All coffee cups are that cup」ならば「All coffee cups are cups」であるという推論は妥当である。ここで全体や連結へと遡ることはできないが「全体から下っていくこと」は妥当である。これが「単に渾然一括的な代示」と呼ばれる。
以上は基本的に理論がどう働くかということであって、より困難な問題は実際は、理論が何によるのかということである。マイケル・ルークスのように、全体に遡ったり全体から下ったりする理論は量化詞に真理値を与えるためのものであると主張する批評家もいる。T・K・スコットは、本来的代示の理論は「あなたはどういう種類の物事について話しているのか?」という疑問に答えるために構築されたが個体代示の理論は「あなたはいくつの物について話しているのか」という疑問に答えるためのものだったと主張してきた。ポール・スペードは、14世紀までは個体代示の様態の理論は全くもって何のための理論でもなかったと主張してきた。

## 拡張
「No cups are made of lead」という文では、「cups」は現在存在する全てのcupを代示している。しかし「Some cups were made of lead in Roman times」という文では「cups」が単に現在存在する全てのcupを代示するということはありえず、そのうえにかつて存在したcupをも代示している。ここでは項辞の一般的代示が拡張されている。ペトルス・ヒスパヌスは、「拡張とは一般的な項辞の、より劣った代示からより優れた代示への進展である」と言っている。具体的には、過去のことや未来のことを言ったり様相命題を言ったりすると、通常の、現在の存在する物事の代示から過去のこと、未来のこと、可能的なことの代示へと拡張したことになる。そのため、拡張は中世において代示理論の内部で様相論理や時制論理を説明するための理論となった。

## 後世の評価
以上のように次第に難解・煩瑣なものとなった代示理論はルネサンス以降の人々に嫌われた。例えば、フランソワ・ラブレーは『ガルガンチュア物語』に代示理論を使うスコラ学者を登場させているが、彼の言うことは詭弁に満ちている。しかし、現代の言語哲学において代示理論は再評価されている。

## 関連文献
- Buridan, John (-/1966). Sophisms on Meaning and Truth. New York: Appleton-Temple-Crofts.
- Kneale, William & Martha Kneale (1962). Development of Logic. Oxford: Clarendon Press.
- Kretzmann, Norman, Anthony Kenny & Jan Pinborg (1982). Cambridge History of Later Medieval Philosophy Cambridge: Cambridge University Press.
- Knuuttila, Simo (1999/2008). Medieval Theories of Modality.  In Stanford Encyclopedia of Philosophy.
- Loux, Michael (1974). "Ockham on Generality" in Ockham's Theory of Terms.  Notre Dame, IN: University of Notre Dame Press.
- McGrade, A.S. (editor), The Cambridge Companion to Medieval Philosophy, Cambridge University Press (August 25, 2003), ISBN 978-0521000635.
- Read, Stephen (2006). Medieval Theories: Properties of Terms.  In Stanford Encyclopedia of Philosophy.
- Scott, T.K (1966). "Introduction" to Buridan, Sophisms on Meaning and Truth.  New York: Appleton-Century-Crofts.
- Spade, Paul "Thoughts, Words, and Things: An Introduction to Late Medieval Logic and Semantic Theory"  at Mediaeval Logic and Philosophy
- Spain, Peter of (-/1972). Tractatus, Called Afterwards Summule Logicales. Assen: Van Gorcum.